# Sémustine
La sémustine est un composé organique de la famille des nitrosourées, anciennement utilisé en chimiothérapie. Elle est structurellement similaire à la lomustine, la différence étant le groupe méthyle supplémentaire sur le cyclohexane. 
Il a été retiré du marché du fait de ses effets cancérigènes, le CIRC l'ayant classé dans les cancérogènes du groupe 1.

## Sécurité
Le TDLo pour les êtres humains adultes se situe entre 6 et 90 mg/kg (oral), celui des enfants vaut 37 950 mg/kg/2 ans (oral).

### LDLo[3]
- 5 550 mg/kg/30 semaines (enfant, oral)
- 25 mg/kg (chien, oral)
- 14 mg/kg (chien, i.v.)
- 100 mg/kg (singe, oral)
- 45 mg/kg (singe, i.v.)
- 100 mg/kg (rat, s.c.)